# H-30
La autovía H-30 también llamada Autovía de Circunvalación de Huelva es una autovía urbana en Huelva que rodea el noreste que prestan servicios en las distintas áreas de la ciudad. 
Con una longitud de 10,4 km, que conecta la N-441 al norte del puerto de Huelva en el sur de la ciudad.

## Proyecto
Se ha ampliado la H-30 norte hasta el cruce con la A-49 de duplicar la actual N-441.

## Salidas
| Velocidad | Esquema | Salida | Sentido Mazagón                                            | Sentido Gibraleón                                          | Carretera | Anotaciones |
| --------- | ------- | ------ | ---------------------------------------------------------- | ---------------------------------------------------------- | --------- | ----------- |
|           |         |        | Huelva norte - Punta Umbría La Rábida - Mazagón            | Gibraleón - Portugal                                       |           |             |
|           |         |        | Punta Umbría Playas                                        | Punta Umbría Playas                                        |           |             |
|           |         | 8      | Centro Urbano Hospital Vázquez Díaz Cementerio - Tanatorio | Centro Urbano Hospital Vázquez Díaz Cementerio - Tanatorio | HV-3101   |             |
|           |         | 9      | Camino de servicio                                         | Hospital J. R. Jiménez                                     |           |             |
|           |         | 10AB   | Sevilla Huelva Avda. de Andalucía                          | Sevilla Huelva Avda. de Andalucía                          | H-31      |             |
|           |         | 10C    | Centro Comercial                                           | Centro Comercial                                           |           |             |
|           |         | 11     | San Juan del Puerto Hospital Infanta Elena Centro Ciudad   | San Juan del Puerto Hospital Infanta Elena Centro Ciudad   | A-5000    |             |
|           |         | 11B    | Vía de Servicio Zona Industrial                            | Vía de Servicio Zona Industrial                            |           |             |
|           |         | 12     |                                                            | Polirrosa Polígono Industrial La Paz                       |           |             |
|           |         | 15     | Centro Ciudad Puerto Interior                              | Centro Ciudad Puerto Interior                              |           |             |
|           |         |        | Continúa hacia Mazagón por N-442                           | Inicio de la H-30 Sevilla - Portugal                       |           |             |

## Tramos
- Se inicia al noroeste de una rotonda en la N-441. Se pasa por el norte central sirve la Facultad de Humanidades.
- Es la zona este de la ciudad hasta el cruce con la Avenida de Francisco Montenegro, cerca de la zona industrial Punta del Sebo.
- Se extiende la bahía de Huelva por un puente de ferrocarril-carretera a la zona portuaria de Huelva.